# Close to a World Below
Close to a World Below är det amerikanska death metal-bandet Immolations fjärde studioalbum, släppt november 2000 av skivbolaget Metal Blade Records.

## Låtförteckning
1. "Higher Coward" – 4:59
2. "Father, You're Not a Father" – 5:02
3. "Furthest from the Truth" – 4:25
4. "Fall from a High Place" – 4:37
5. "Unpardonable Sin" – 4:33
6. "Lost Passion" – 5:40
7. "Put My Hand in the Fire" – 4:11
8. "Close to a World Below" – 8:29

- Text och musik: Immolation

## Medverkande
Musiker (Immolation-medlemmar)
- Ross Dolan – sång, basgitarr
- Robert Vigna – gitarr
- Tom Wilkinson – gitarr
- Alex Hernandez – trummor

Produktion
- Paul Orofino – producent, ljudtekniker, ljudmix, mastering
- John Vigna – omslagsdesign, omslagskonst
- Andreas Marschall – omslagskonst
- Alex Marschall – omslagskonst
- Jeff Wolfe – foto